# リエージュ〜バストーニュ〜リエージュ2009
リエージュ〜バストーニュ〜リエージュ2009(Liège-Bastogne-Liège 2009)は、リエージュ〜バストーニュ〜リエージュ(HIS)の95回目のレース。2009年4月26日に行われた。

## 結果
リエージュを発着点とする261km
|     | 選手名                     | 国籍           | チーム                       | 時間          |
| --- | -------------------------- | -------------- | ---------------------------- | ------------- |
| 1   | アンディ・シュレク         | ルクセンブルク | チーム・サクソバンク         | 6時間34分32秒 |
| 2   | ホアキン・ロドリゲス       | スペイン       | ケス・デパーニュ             | +1分17秒      |
| 3   | ダヴィデ・レベッリン       | イタリア       | セッラメンティ               | +1分24秒      |
| 4   | フィリップ・ジルベール     | ベルギー       | サイレンス・ロット           | 同            |
| 5   | セルゲイ・イワノフ         | ロシア         | チーム・カチューシャ         | 同            |
| 6   | サイモン・ジェラン         | オーストラリア | サーヴェロ・テストチーム     | 同            |
| 7   | ダミアーノ・クネゴ         | イタリア       | ランプレ・N.G.C              | 同            |
| 8   | ブノワ・ヴォグルナール     | フランス       | フランセーズ・デ・ジュー     | 同            |
| 9   | アレクサンドル・コロブネフ | ロシア         | チーム・サクソバンク         | 同            |
| 10  | サムエル・サンチェス       | スペイン       | エウスカルテル・エウスカディ | 同            |
| 108 | 新城幸也                   | 日本           | Bボックス・ブイグテレコム    | +14分20秒     |